# Elis Sipilä
Elis Esaias Sipilä (Teuva, Ostrobòtnia del Sud, 2 de març de 1876 – Hèlsinki, 13 de desembre de 1958) va ser un gimnasta finlandès que va competir durant els primers anys del segle xx.
El 1908 va prendre part en els Jocs Olímpics de Londres, on va guanyar la medalla de bronze en la prova del concurs complet per equips.